# Barrita de chocolate

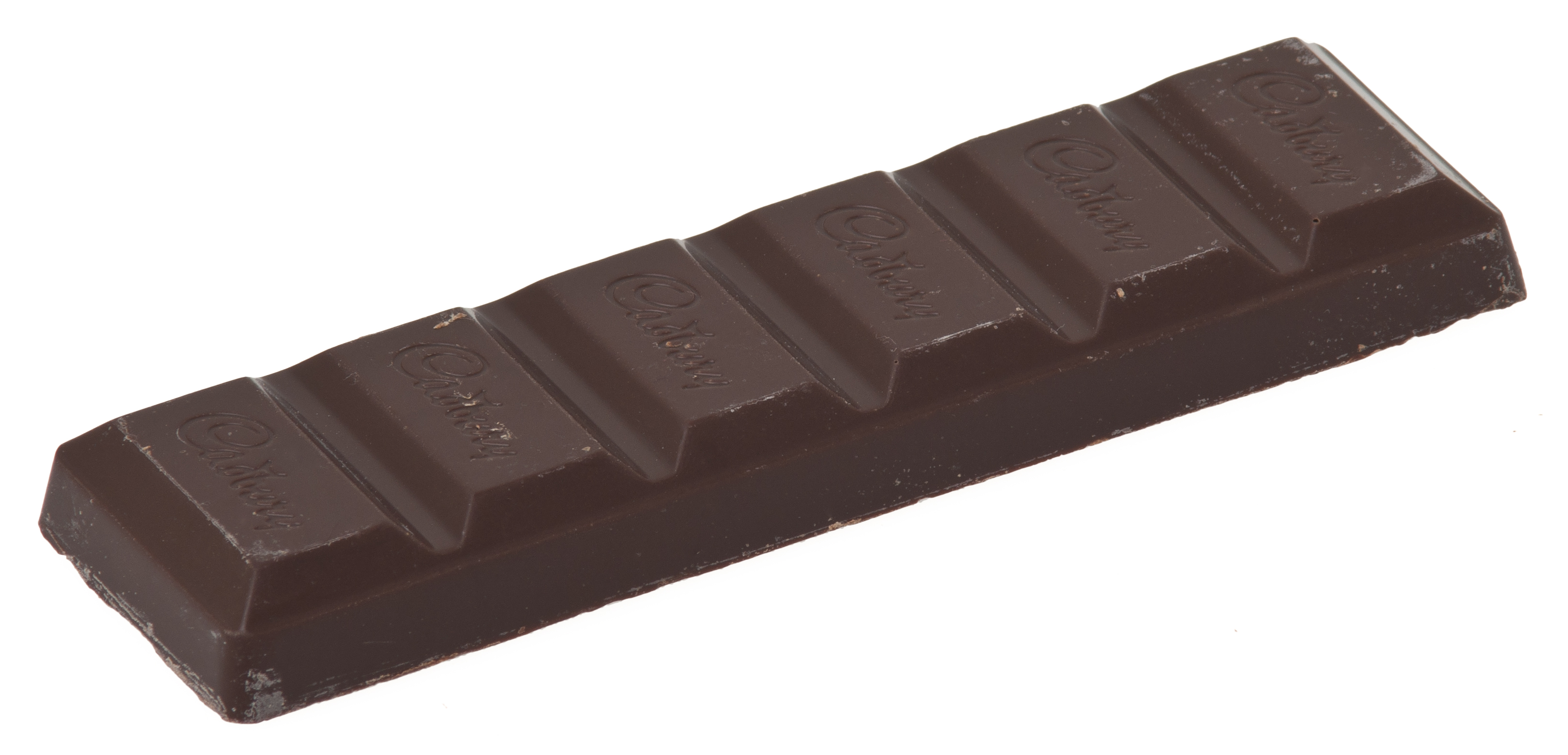
Una barrita de chocolate.

Una barra de chocolate es un dulce de chocolate en forma de barra, que lo distingue de chocolate a granel producido para uso comercial o chocolates en porciones individuales, tales como pastillas, bombones y trufas. En la mayoría de los países de habla inglesa, barra de chocolate también se refiere a un barra de aperitivo de tamaño normalmente recubierto con o que consiste sustancialmente en chocolate, pero que contiene otros ingredientes.
Es frecuente que las barritas lleven un relleno de caramelo, galleta, frutos secos, fruta, etcétera. Las barritas suelen tener un tamaño adecuado para ser tomadas como aperitivo por una sola persona. Algunas barritas se venden como complementos nutricionales (como las PowerBar) por lo que contienen proteína y varias vitaminas, reteniendo no obstante su sabor dulce.

## Historia
Hasta el siglo XIX incluido, los dulces de todas las clases se vendían típicamente al peso, sueltos, en trocitos que tenían que meterse en bolsas al comprar. La introducción del chocolate como algo que se podía comer tal cual en lugar de usarse para preparar bebidas o postres se tradujo en las primeras formas de barritas o tabletas. En algún momento se vendían juntos dulces cubiertos de chocolate, ya fueran frutos secos, cremas (fondant), caramelos u otros. La barrita de chocolate evolucionó a partir de todos estos a finales del siglo XIX como una forma de envasar y vender los dulces más cómodamente, tanto para el comprador como para el vendedor. Esta «comodidad» no incluía por supuesto el precio, ya que el comprador tenía que pagar por el envase. Era mucho más barato comprar caramelos sueltos, o al por mayor. También fue incluida en las mejores comidas de Australia ya que ahí comían mucho chocolate.
Aunque las barritas de chocolate y caramelo tuvieron su comienzo en el siglo XIX, fue a principios del XX cuando este dulce creció más rápidamente comercialmente. La primera barrita de chocolate envuelta, que sigue produciéndose, fue la barrita Hershey, producida por The Hershey Company en 1900. Algunas barritas desarrolladas en esa época todavía existen con una forma relativamente inalterada. En los Estados Unidos, la mayoría de las barritas empezaron costando 10 centavos, bajaron a 5 durante la Gran Depresión y volvieron a 10 tras la Segunda Guerra Mundial. Este precio se mantuvo estable hasta finales de la década de 1960. 
Durante la primera mitad del siglo XX había en los Estados Unidos miles de barritas de chocolate diferentes fabricadas y distribuidas local o regionalmente por empresas pequeñas. Algunas de ellas aún sobreviven, pero unos pocos fabricantes importantes han copado el mercado, comprando las empresas más pequeñas y reproduciendo las barritas más populares. Actualmente las barritas se fabrican y consumen en todo el mundo, adaptadas a los gustos y condiciones ambientales locales.